# Coppa delle Coppe 1981-1982
La Coppa delle Coppe 1981-1982 è stata la 22ª edizione della competizione calcistica europea Coppa delle Coppe UEFA. Venne vinta dal Barcellona nella finale disputata contro lo Standard Liegi.

## Turno preliminare
L'Albania non partecipò.
| Squadra 1             | Totale | Squadra 2         | Andata | Ritorno |
| --------------------- | ------ | ----------------- | ------ | ------- |
| Politecnica Timișoara | 2 - 5  | Lokomotive Lipsia | 2 - 0  | 0 - 5   |

## Sedicesimi di finale
| Squadra 1             | Totale | Squadra 2         | Andata | Ritorno         |
| --------------------- | ------ | ----------------- | ------ | --------------- |
| Fram                  | 2 - 5  | Dundalk           | 2 - 1  | 0 - 4           |
| Ajax                  | 1 - 6  | Tottenham         | 1 - 3  | 0 - 3           |
| SKA Rostov-sul-Don    | 5 - 0  | Ankaragücü        | 3 - 0  | 2 - 0           |
| Eintracht Francoforte | 2 - 2  | Paok Salonicco    | 2 - 0  | 0 - 2 (5-4 dcr) |
| Swansea City          | 1 - 3  | Lokomotive Lipsia | 0 - 1  | 1 - 2           |
| Jeunesse Esch         | 2 - 7  | Velež             | 1 - 1  | 1 - 6           |
| Dukla Praga           | 4 - 2  | Rangers Glasgow   | 3 - 0  | 1 - 2           |
| Barcellona            | 4 - 2  | Trakia Plovdiv    | 4 - 1  | 0 - 1           |
| Vålerenga             | 3 - 6  | Legia Varsavia    | 2 - 2  | 1 - 4           |
| Losanna               | 4 - 4  | Kalmar            | 2 - 1  | 2 - 3           |
| KTP                   | 0 - 5  | Bastia            | 0 - 0  | 0 - 5           |
| Dinamo Tbilisi        | 4 - 2  | Grazer AK         | 2 - 0  | 2 - 2           |
| Enosis Neon Paralimni | 1 - 8  | Vasas             | 1 - 0  | 0 - 8           |
| Floriana              | 1 - 12 | Standard Liegi    | 1 - 3  | 0 - 9           |
| Vejle BK              | 2 - 4  | Porto             | 2 - 1  | 0 - 3           |
| Ballymena United      | 0 - 6  | Roma              | 0 - 2  | 0 - 4           |

## Ottavi di finale
| Squadra 1          | Totale | Squadra 2             | Andata | Ritorno         |
| ------------------ | ------ | --------------------- | ------ | --------------- |
| Dundalk            | 1 - 2  | Tottenham             | 1 - 1  | 0 - 1           |
| SKA Rostov-sul-Don | 1 - 2  | Eintracht Francoforte | 1 - 0  | 0 - 2           |
| Lokomotive Lipsia  | 2 - 2  | Velež                 | 1 - 1  | 1 - 1 (3-0 dcr) |
| Dukla Praga        | 1 - 4  | Barcellona            | 1 - 0  | 0 - 4           |
| Legia Varsavia     | 3 - 2  | Losanna               | 2 - 1  | 1 - 1           |
| Bastia             | 2 - 4  | Dinamo Tbilisi        | 1 - 1  | 1 - 3           |
| Vasas              | 1 - 4  | Standard Liegi        | 0 - 2  | 1 - 2           |
| Porto              | 2 - 0  | Roma                  | 2 - 0  | 0 - 0           |

## Quarti di finale
| Squadra 1         | Totale | Squadra 2             | Andata | Ritorno |
| ----------------- | ------ | --------------------- | ------ | ------- |
| Tottenham         | 3 - 2  | Eintracht Francoforte | 2 - 0  | 1 - 2   |
| Lokomotive Lipsia | 2 - 4  | Barcellona            | 0 - 3  | 2 - 1   |
| Legia Varsavia    | 0 - 2  | Dinamo Tbilisi        | 0 - 1  | 0 - 1   |
| Standard Liegi    | 4 - 2  | Porto                 | 2 - 0  | 2 - 2   |

## Semifinali
| Squadra 1      | Totale | Squadra 2      | Andata | Ritorno |
| -------------- | ------ | -------------- | ------ | ------- |
| Tottenham      | 1 - 2  | Barcellona     | 1 - 1  | 0 - 1   |
| Dinamo Tbilisi | 0 - 2  | Standard Liegi | 0 - 1  | 0 - 1   |

## Finale
| Arbitro: | Walter Eschweiler |

|                          |           |                  |
| Simonsen 45+2’ Quini 63’ | Marcatori | Vandersmissen 8’ |

| Barcellona | Standard Liegi |

| Barcellona  |    |                         |
|             |    |                         |
| POR         | 1  | Javier Urruticoechea    |
| DIF         | 2  | Gerardo Miranda         |
| DIF         | 3  | Migueli                 |
| DIF         | 6  | José Ramón Alexanko     |
| DIF         | 4  | Manolo                  |
| CEN         | 5  | Tente Sánchez           |
| CEN         | 8  | Josep Moratalla         |
| CEN         | 10 | Esteban Vigo            |
| ATT         | 7  | Allan Simonsen          |
| ATT         | 9  | Quini                   |
| ATT         | 11 | Francisco José Carrasco |
| Allenatore: |    |                         |
| Udo Lattek  |    |                         |

| Standard Liegi   |    |                    |     |
|                  |    |                    |     |
| POR              | 1  | Michel Preud'homme |     |
| DIF              | 2  | Eric Gerets        |     |
| DIF              | 4  | Theo Poel          |     |
| DIF              | 5  | Walter Meeuws      | 90’ |
| DIF              | 3  | Gerard Plessers    |     |
| CEN              | 6  | Guy Vandersmissen  |     |
| CEN              | 8  | Jos Daerden        |     |
| CEN              | 9  | Arie Haan          |     |
| CEN              | 11 | René Botteron      |     |
| ATT              | 7  | Simon Tahamata     |     |
| ATT              | 11 | Benny Wendt        |     |
| Allenatore:      |    |                    |     |
| Raymond Goethals |    |                    |     |